# Stepán Maxímovich Petrichenko

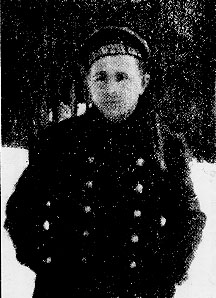
Petrichenko exiliado en Finlandia, pocos meses después de la Rebelión de Kronstadt.

Stepán Maksímovich Petrichenko (en ruso: Степан Максимович Петриченко; 1892, aldea Nikitenka, Gobernación de Kaluga, Imperio ruso - Vladímir, Unión Soviética, 2 de junio de 1947) fue un revolucionario ruso, político anarco-sindicalista, líder de la República Soviética de los Soldados y Trabajadores de la Fortaleza de Naissaar en 1918 y posteriormente en 1921, líder de facto de la Comuna de Kronstadt, que condujo la rebelión de Kronstadt contra el gobierno bolchevique en Rusia, dentro del marco de la denominada Tercera Revolución Rusa.

## Primeros años
Nacido en 1892 en la aldea de Nikitenka no lejos de la ciudad de Kaluga en una familia de campesinos. Dos años después de su nacimiento, su familia se trasladó a Zaporizhia, donde Stepán se graduó en sus estudios y se incorporó como obrero metalúrgico en la fábrica Metallist. En 1913, Petrichenko fue llamado al servicio militar en la marina rusa, donde fue asignado al acorazado de guerra Petropávlovsk, parte de la flota del Flota del Báltico.

## Revolución de febrero
Durante la Revolución de Febrero de 1917 en el Imperio ruso, Petrichenko se encontraba con la flota en la isla de Naissaar en Estonia donde en diciembre de 1917, junto con otros 82 marinos, proclamaron la República Soviética de los Soldados y Trabajadores de la Fortaleza de Naissaar, bajo su liderazgo.
Ochenta marinos militares y cerca de dos centenares de isleños radicales organizaron la autonomía local que subsistió hasta la toma de Tallin por el ejército de Alemania el 26 de febrero de 1918, durante la Primera Guerra Mundial.
En consecuencia, los marineros abandonaron la isla, partiendo en sus barcos rumbo a Helsinki, y de allí hacia Kronstadt.
En 1919, ingresó en el Partido bolchevique, pero más tarde renunció al mismo. En el verano de 1920, se trasladó a Ucrania y regresó simpatizando con las ideas de Néstor Majnó.

## Rebelión de Kronstadt
Ya con los bolcheviques en el poder desde la Revolución de Octubre, Petrichenko contempló la dureza de los mismos, que sumada a las epidemias, hambrunas, ejecuciones políticas y la crisis general económica y social, hizo de Petrichenko un convencido antibolchevique.
En plena Guerra Civil Rusa, de acuerdo con el historiador anarquista Paul Avrich, Petrichenko, había intentado unirse al Movimiento Blanco en el verano de 1920, pero lo rechazaron por haber sido brevemente miembro del Partido bolchevique.
En las áreas urbanas, surgió una ola de huelgas espontáneas, y hacia finales de febrero de 1921, Petrogrado se encontraba al borde de una huelga general. Fue así que el 26 de febrero y en respuesta a los eventos sucedidos en Petrogrado, la tripulación de los barcos Petropávlovsk y Sebastópol mantuvieron un encuentro de emergencia y aceptaron enviar una delegación a la ciudad para investigar e informar acerca de los movimientos huelguísticos. Al regreso del delegado, dos días después, éste informó al resto de la tripulación acerca de las huelgas y la represión del gobierno bolchevique dirigida en contra de los huelguistas.
En marzo, los marineros enviaron unas demandas al gobierno bolchevique, a lo que el gobierno se opuso y respondió con un ultimátum el 2 de marzo. Entonces los marineros se atrincheraron y se negaron a abandonar la isla de Kronstadt, dando comienzo a las agitaciones contra los bolcheviques.
El gobierno bolchevique comenzó el ataque en Kronstadt el 7 de marzo. Después de 10 días de continuos ataques, la revuelta de Kronstdat fue exterminada por el Ejército Rojo.
Después del aplastamiento de la revuelta, Petrichenko y varios marineros huyeron sobre el hielo, tras una larga marcha a Finlandia, donde trabaja en aserraderos como carpintero y continua con su propaganda contra los bolcheviques.

## Actividades en el exilio
Durante la emigración, la autoridad de Petrichenko entre los antiguos participantes de la insurrección era muy alta. Petrichenko se opuso a los intentos de enviar “voluntarios” de Kronstadt a Carelia para la organización de una insurrección, por parte del General del Movimiento Blanco, Piotr Wrangel. A principios de 1922, decidió solicitar los permisos para regresar a su patria junto con otros miembros de la revuelta, ateniéndose a la amnistía decretada por el gobierno soviético, pero el comisario de policía de la ciudad de Výborg lo arresta el 21 de mayo, pasando unos meses en la cárcel.

## Espía soviético
Poco después, Petrichenko viaja a Riga, donde visita la embajada soviética, siendo reclutado por la GPU, como agente del Servicio de Inteligencia del Ejército Rojo en Finlandia. En agosto de 1927, Petrichenko llega de nuevo a Riga, donde la embajada le otorga un permiso para visitar la Unión Soviética vía Letonia. De regreso a Finlandia, trabaja en una fábrica de celulosa en hasta 1931, cuando es despedido de la fábrica por reducción de personal y traslada su residencia a Helsinki. En 1937, renuncia a continuar su cooperación con la inteligencia soviética, sin embargo luego se decidió a continuar. Con el inicio de la Segunda Guerra Mundial la actividad de Petrichenko se reorientó a la averiguación de las actividades militares de Alemania y sus aliados. Petrichenko envió algunos mensajes importantes sobre la preparación de Alemania en la guerra contra la Unión Soviética. En 1941, Petrichenko es arrestado por las autoridades finesas.
El 25 de septiembre de 1944, en razón del acuerdo del armisticio entre la Unión Soviética, Gran Bretaña y Finlandia, Petrichenko fue liberado, pero el 21 de abril de 1945 fue nuevamente arrestado y entregado a los organismos de contraespionaje del Ejército Rojo. La instrucción fue llevada por el capitán del SMERSH Novosiólov. El 17 de noviembre de 1945, es sentenciado por el Consejo Especial del NKVD, en ausencia tanto de un fiscal como de un abogado de defensa, a cumplir un régimen de reeducación en un campo de trabajo del GULAG durante 10 años. Murió el 2 de junio de 1947 durante el traslado de la colonia de Solikamsk a la Prisión Central de Vladímir.

### Memorias
- Петриченко, Степан. Правда о кронштадтских событиях. Прага, 1921 -  Stepán Petrichenko. La verdad sobre los acontecimientos de Kronstadt. Praga, 1921.